# Мири (Пескара)
Мири (итал. Mirri) је насеље у Италији у округу Пескара, региону Абруцо.
Према процени из 2011. у насељу је живело 15 становника. Насеље се налази на надморској висини од 606 м.